# Shinya Aikawa
Shinya Aikawa (相川 進也 Aikawa Shinya?, nacido el 26 de julio de 1983 en Saitama) es un exfutbolista japonés. Jugaba de delantero y su último club fue el FC Gifu de Japón.

## Trayectoria

### Clubes
| Club              | País  | Año         |
| ----------------- | ----- | ----------- |
| Consadole Sapporo | Japón | 2002 - 2007 |
| FC Gifu           | Japón | 2007 - 2008 |